# Liparis ambohimangana
Liparis ambohimangana är en orkidéart som beskrevs av Johan Hermans. Liparis ambohimangana ingår i släktet gulyxnen, och familjen orkidéer. Inga underarter finns listade i Catalogue of Life.